# Fritz Tarbuk

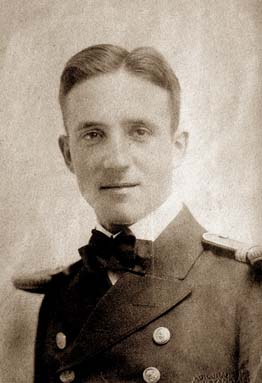
Fritz Tarbuk von Sensenhorst 1915 als Angehöriger der K.u.k. Kriegsmarine

Friedrich „Fritz“ Maria Tarbuk (* 16. August 1896 in Brixen, Südtirol; † 1. März 1976 in Kitzbühel, Tirol; 1904 bis 1919 Tarbuk, Edler von Sensenhorst; auch: Tarbuk von Sensenhorst, Tarbuk-Sensenhorst) war ein österreichischer Offizier, Unternehmer und Firmengründer der F.M. Tarbuk & Co.

## Leben

### Familie
Tarbuk entstammte einer ursprünglich kroatischen Familie von „Militärgrenzern“ an der Militärgrenze, dem Grenzgebiet Österreichs zum osmanischen Reich am Balkan, deren Stammreihe mit Ciril Tarbuk in Tušilović begann (erwähnt 1803–1815), und war der Sohn des noch dort geborenen k.u.k. Feldmarschallleutnants Johann Tarbuk, Edler von Sensenhorst (1853–1919; Enkel des vorgenannten Ciril) und Mathilde Josefa, geb. Bayrhammer (1856–1926). Am 18. November 1904 wurde die Familie in den österreichischen Adelsstand mit Namensmehrung „Edle von Sensenhorst“ erhoben. Mit dem Adelsaufhebungsgesetz vom April 1919 ging ihnen diese wieder verloren.
Fritz Tarbuk war mit Maria, geborene Librowicz (geb. in Warschau) verheiratet. Die Ehe blieb jedoch kinderlos.
Er hatte die vier Brüder Karl, Hans, Robert und Felix Tarbuk sowie zwei Schwestern.

### Militärische Laufbahn
Tarbuk von Sensenhorst war Kadett und später Offizier der k.u.k. Kriegsmarine. Er diente zunächst als stellvertretender Kommandant auf dem Torpedoboot SM Tb 40 bei Minenbergungen, Bergung von Überlebenden der gesunkenen SMS Baron Gautsch, Zerstörung des französischen U-Bootes „Curie“ vor Pola. 1915 wurde er auf SMS Habsburg eingeschifft.

SM Torpedoboot 40 („Alligator“), auf dem Fritz von Tarbuk 1914 eingeschifft wurde

Schlachtschiff SMS Habsburg, Fritz von Tarbuk diente hier 1915

Wegen Farbuntersichtigkeit wurde er schließlich zur Landwehr-Artillerie versetzt, wo er auf der Podgora (Görz) an der Isonzofront und in Galizien, zuletzt als Hauptmann, diente.

### Unternehmerische Laufbahn
Nach seiner Rückkehr aus der Kriegsgefangenschaft in Kleinasien gründete Tarbuk im Jahr 1920 in Wien das Autohandelsunternehmen F.M. Tarbuk & Co. und übernahm vor dem Zweiten Weltkrieg die Generalvertretung der Zweigmarken DKW, Horch, Audi und Wanderer der deutschen Auto Union AG sowie SA Mathis für Österreich. In den 1930er Jahren nutzte er seine gesellschaftlichen Kontakte zum Aufbau eines Autohandelshauses mit Werkstätten in Österreich und der Slowakei.
Während des Zweiten Weltkriegs waren die Tarbuk-Großwerkstätten in Wien und Pressburg für die deutsche Wehrmacht tätig und führend im Fahrzeugumbau auf Holzvergaser nach dem Patent des Elsässer Erfinders Georges Imbert.
Tarbuk nutzte in der Zeit des Nationalsozialismus seine persönlichen Verbindungen zu einigen Größen aus Politik, Sport und Kunst (wie Franz von Papen, Hermann Göring, Hans Stuck, Willi Forst, Herbert von Karajan, Heinz Rühmann u. a.), um seinen jüdischen Partner Peter Pflaum sowie Mitarbeiter und andere Personen, wie z. B. Hans Mendl, den Sohn des Besitzers der Ankerbrot Werke, im Betrieb vor Verfolgung durch das Nazi-Regime zu schützen.
Nach dem Zweiten Weltkrieg übernahm sein Unternehmen die Generalvertretungen für einige Automobilmarken und baute ab 1950 in Österreich und den Nachbarländern mit einer Reihe von Zweigwerken und Handelsbetrieben seine Marktführerschaft als Händler und Werkstätte für 48 Marken der damaligen Automobil-, Nutzfahrzeug-, Zweirad-, Baumaschinen- und Landmaschinenindustrie auf.
Fritz Tarbuk starb 1976. Er und seine Frau Maria sind am Grinzinger Friedhof (Gruppe 1, Nummer 10) in Wien bestattet.
Nach dem Tod des Firmengründers 1976 wurde das Unternehmen von seinen beiden Neffen und seinem Partner weitergeführt, schließlich 1992 unter Mario Seiller-Tarbuk zur Tarbuk AG umfirmiert. Bis Ende der 1990er Jahre gehörte das Unternehmen mit 40 Tochterfirmen und über 1.000 Mitarbeitern zu den Großunternehmen Österreichs.